# Вільгельм Берндт
Карл Фрідріх Вільгельм Берндт (нім. Karl Friedrich Wilhelm Berndt; 2 серпня 1889, Гамбург — 16 травня 1945, Марне) — німецький лікар, один із керівників медицини Третього Рейху, бригадефюрер СС і генерал-майор військ СС.

## Біографія
Вивчав медицину в Берлінському та Грайфсвальдському університетах, доктор медицини. Учасник Першої світової війни, служив у 89-му гренадерському полку. Після війни працював асистентом у лікарні Пауля Гергардта. З жовтня 1920 року — практикуючий лікар-фізіотерапевт. 1 листопада 1933 року вступив в СС (посвідчення №229 196), 1 травня 1937 року — у НСДАП (квиток № 4054776). В 1937 році — керівник 5-го саперного штурмбану СС. З 12 вересня 1937 року — керівник 2-го санітарного загону 15-го абшніту СС (Дортмунд), з 9 листопада 1938 року — санітарного загону «Гамбург». 25 травня 1940 року призначений командиром 1-го санітарного загону штандарту СС «Германія». Учасник Польської і Французької кампаній. 20 квітня 1941 року переведений в штаб командувача військ СС на Півночі. З 1 травня 1943 по 9 листопада 1944 року — начальник 2-го управління (управління головного лікаря СС) у складі Головного управління СС.

## Звання
- Манн СС (14 серпня 1934)
- Штурмман СС (26 вересня 1934)
- Ротенфюрер СС (9 листопада 1934)
- Унтершарфюрер СС (6 грудня 1934)
- Шарфюрер СС (30 січня 1936)
- Обершарфюрер СС (9 листопада 1936)
- Унтерштурмфюрер СС (20 квітня 1937)
- Оберштурмфюрер СС (1 листопада 1938)
- Гауптштурмфюрер СС (1 листопада 1938)
- Штурмбанфюрер СС (9 листопада 1938)
- Оберштурмбанфюрер СС (25 травня 1940)
- Штандартенфюрер СС (20 квітня 1941)
- Оберфюрер СС (21 червня 1942)
- Бригадефюрер СС і генерал-майор військ СС (9 листопада 1944)

## Нагороди
- Залізний хрест 2-го і 1-го класу
- Ганзейський хрест (Гамбург)
- Почесний хрест ветерана війни з мечами
- Застібка до Залізного хреста
  - 2-го класу (14 листопада 1939)
  - 1-го класу (20 серпня 1940)
- Орден Хреста Свободи 2-го класу з мечами (Фінляндія)
- Хрест Воєнних заслуг
  - 2-го класу з мечами (1 вересня 1944)
  - 1-го класу з мечами (21 вересня 1944)